# قاو هينج
قاو هينج (بالصينية: 高恒) هو عالم قانوني ومؤرخ صيني، ولد في يناير 1930 في لاوهيكو ‏ في الصين، وتوفي في 22 أغسطس 2019 في بكين في الصين.